# E3 Prijs Vlaanderen 2006
La 49.ª edición de la clásica ciclista E3 Prijs Vlaanderen fue una carrera en Bélgica que se celebró el 25 de marzo de 2006 sobre un recorrido de 198 kilómetros con inicio y final en la ciudad de Harelbeke. 
La carrera formó parte del UCI Europe Tour 2005-2006 y fue ganada por el ciclista belga Tom Boonen del Quick Step-Innergetic.

## Clasificación final
Las clasificaciones finalizaron de la siguiente forma:
| \| Clasificación general \| Clasificación general \| Clasificación general \| Clasificación general \| Clasificación general \| \| Ciclista \| Ciclista \| Equipo \| Tiempo \| \| \| --------------------- \| --------------------- \| ------------------------------- \| --------------------- \| --------------------- \| \| 1.º \| Tom Boonen \| Quick Step-Innergetic \| 4 h 43 min 38 s \| \| \| 2.º \| Alessandro Ballan \| Lampre-Fondital \| + 2 s \| \| \| 3.º \| Aart Vierhouten \| Skil-Shimano \| + 1 min 32 s \| \| \| 4.º \| Bert De Waele \| Landbouwkrediet-Colnago \| + 1 min 32 s \| \| \| 5.º \| Leif Hoste \| Discovery Channel \| + 1 min 32 s \| \| \| 6.º \| Marcus Ljungqvist \| CSC \| + 1 min 42 s \| \| \| 7.º \| Luca Paolini \| Liquigas \| + 1 min 42 s \| \| \| 8.º \| Roger Hammond \| Discovery Channel \| + 1 min 42 s \| \| \| 9.º \| Peter van Petegem \| Davitamon-Lotto \| + 1 min 42 s \| \| \| 10.º \| Baden Cooke \| Unibet.com \| + 1 min 42 s \| \| \| 11.º \| Matteo Carrara \| Lampre-Fondital \| + 1 min 42 s \| \| \| 12.º \| Erik Zabel \| Team Milram \| + 1 min 42 s \| \| \| 13.º \| Allan Johansen \| CSC \| + 1 min 42 s \| \| \| 14.º \| Staf Scheirlinckx \| Cofidis-Le Crédit par Téléphone \| + 1 min 42 s \| \| \| 15.º \| Frédéric Guesdon \| La Française des jeux \| + 1 min 42 s \| \| \| 16.º \| Roberto Petito \| Tenax Salmilano \| + 1 min 42 s \| \| \| 17.º \| Andreas Klier \| T-Mobile \| + 1 min 42 s \| \| \| 18.º \| Juan Antonio Flecha \| Rabobank \| + 1 min 42 s \| \| \| 19.º \| Francis Mourey \| La Française des jeux \| + 1 min 51 s \| \| \| 20.º \| Serguéi Ivanov \| T-Mobile \| + 2 min 48 s \| \| |                     |                                 |                 |
| |                     |                                 |                 |
| Fuente: ProCyclingStats |                     |                                 |                 |
| Clasificación general |                     |                                 |                 |
| Ciclista | Ciclista            | Equipo                          | Tiempo          |
| 1.º | Tom Boonen          | Quick Step-Innergetic           | 4 h 43 min 38 s |
| 2.º | Alessandro Ballan   | Lampre-Fondital                 | + 2 s           |
| 3.º | Aart Vierhouten     | Skil-Shimano                    | + 1 min 32 s    |
| 4.º | Bert De Waele       | Landbouwkrediet-Colnago         | + 1 min 32 s    |
| 5.º | Leif Hoste          | Discovery Channel               | + 1 min 32 s    |
| 6.º | Marcus Ljungqvist   | CSC                             | + 1 min 42 s    |
| 7.º | Luca Paolini        | Liquigas                        | + 1 min 42 s    |
| 8.º | Roger Hammond       | Discovery Channel               | + 1 min 42 s    |
| 9.º | Peter van Petegem   | Davitamon-Lotto                 | + 1 min 42 s    |
| 10.º | Baden Cooke         | Unibet.com                      | + 1 min 42 s    |
| 11.º | Matteo Carrara      | Lampre-Fondital                 | + 1 min 42 s    |
| 12.º | Erik Zabel          | Team Milram                     | + 1 min 42 s    |
| 13.º | Allan Johansen      | CSC                             | + 1 min 42 s    |
| 14.º | Staf Scheirlinckx   | Cofidis-Le Crédit par Téléphone | + 1 min 42 s    |
| 15.º | Frédéric Guesdon    | La Française des jeux           | + 1 min 42 s    |
| 16.º | Roberto Petito      | Tenax Salmilano                 | + 1 min 42 s    |
| 17.º | Andreas Klier       | T-Mobile                        | + 1 min 42 s    |
| 18.º | Juan Antonio Flecha | Rabobank                        | + 1 min 42 s    |
| 19.º | Francis Mourey      | La Française des jeux           | + 1 min 51 s    |
| 20.º | Serguéi Ivanov      | T-Mobile                        | + 2 min 48 s    |